# Couffo
Le Couffo – d'après la rivière du même nom (en) – est un département du sud-ouest du Bénin. Depuis 2008 son chef-lieu est Aplahoué.

## Géographie
Il est limitrophe des départements béninois du Mono, du Zou et de l'Atlantique et frontalier du Togo à l'ouest.
| Région des Plateaux | Zou    |            |
| Région maritime     | Couffo | Zou        |
|                     | Mono   | Atlantique |

## Histoire
Il a été créé en 1999 par scission du Mono.

## Communes

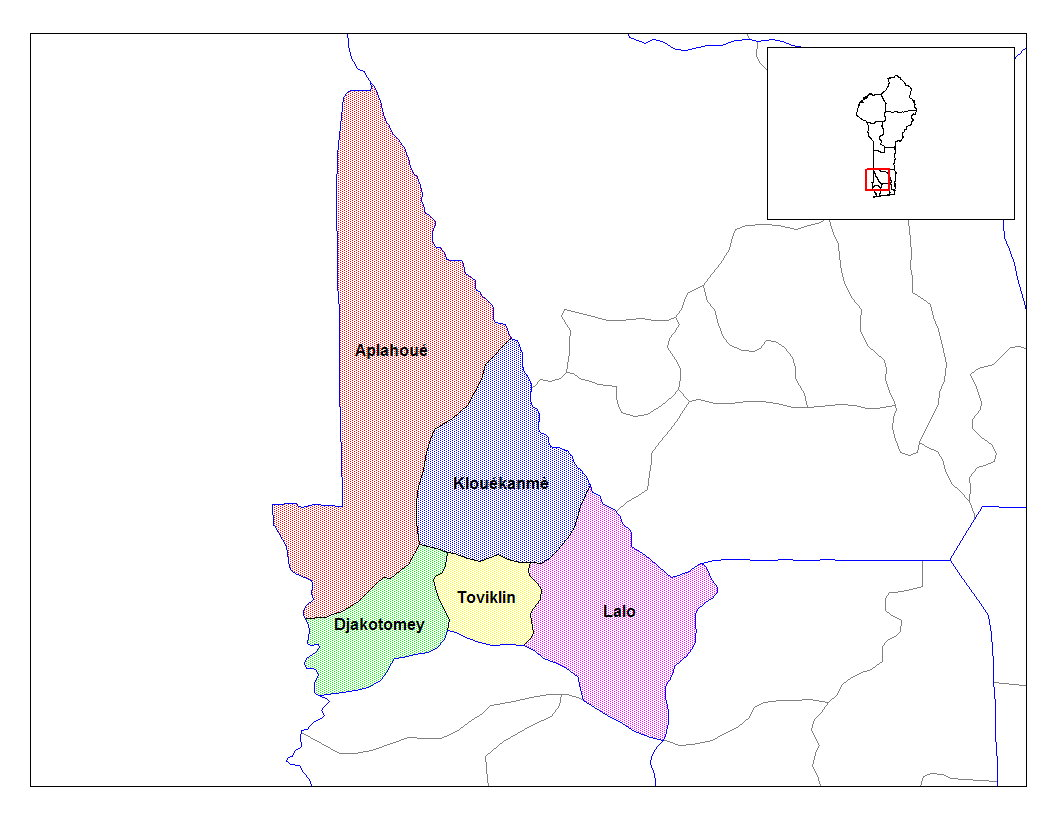
Communes du Couffo

Il compte six communes :
- Aplahoué (préfecture)
- Djakotomey
- Dogbo
- Klouékanmè
- Lalo
- Toviklin

## Population
Les habitants du Couffo sont principalement des Aja, Fon, Mina, Kotafon, Ayizo ou Sahouè.

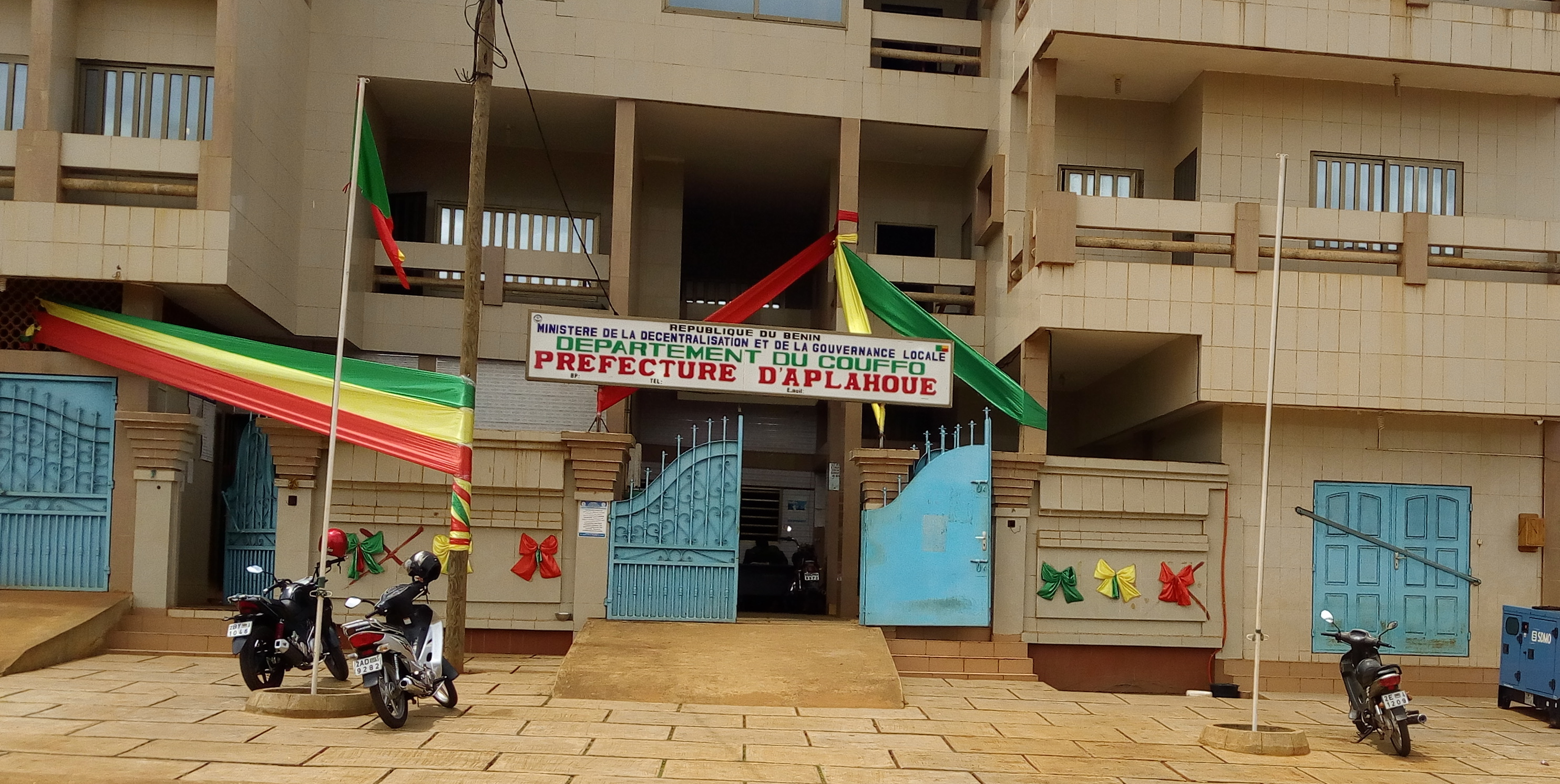
Vue de face Préfecture de Aplahoué
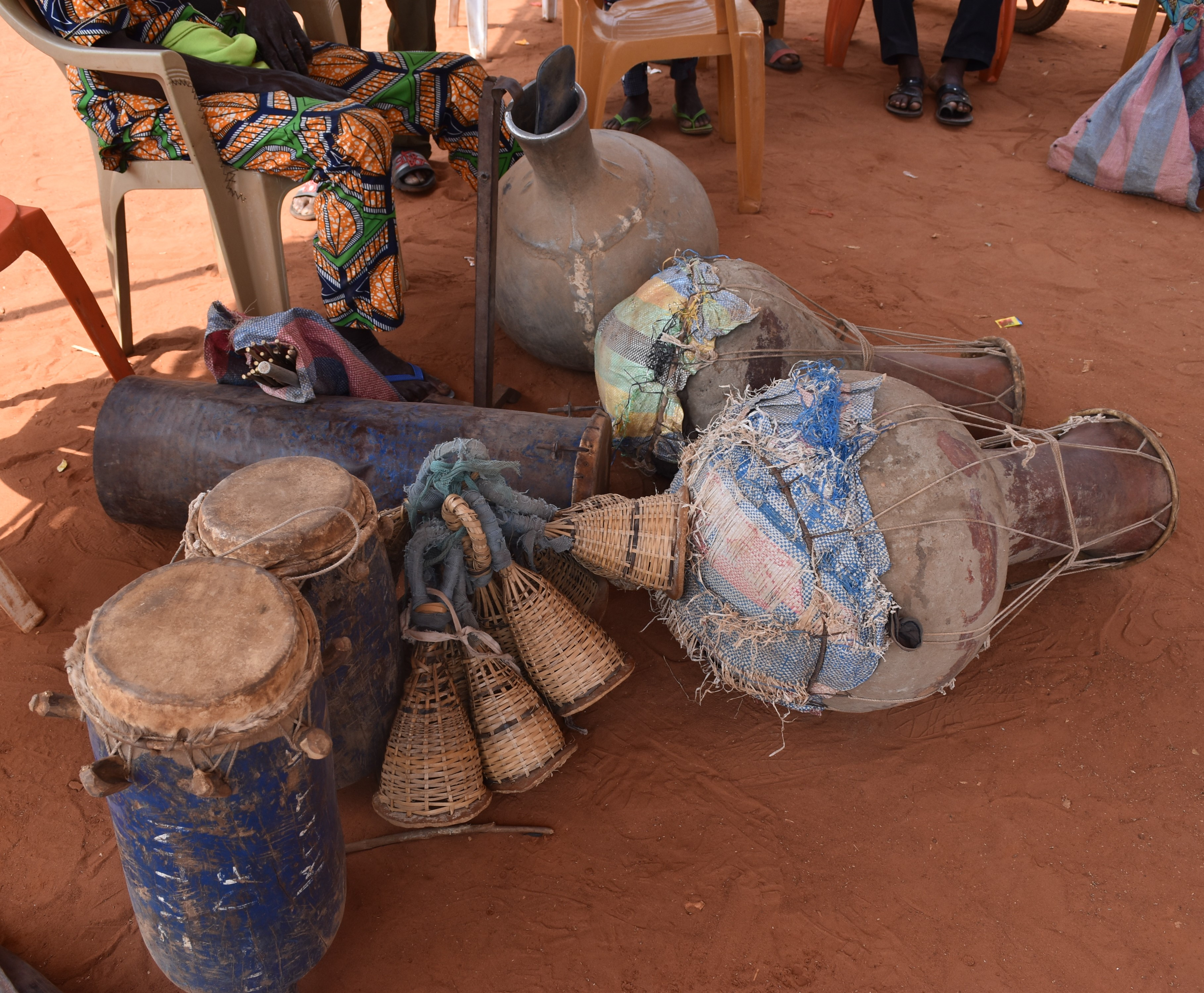
Instruments de musique traditionnelle au dans le couffo